# Saurma (Adelsgeschlecht)

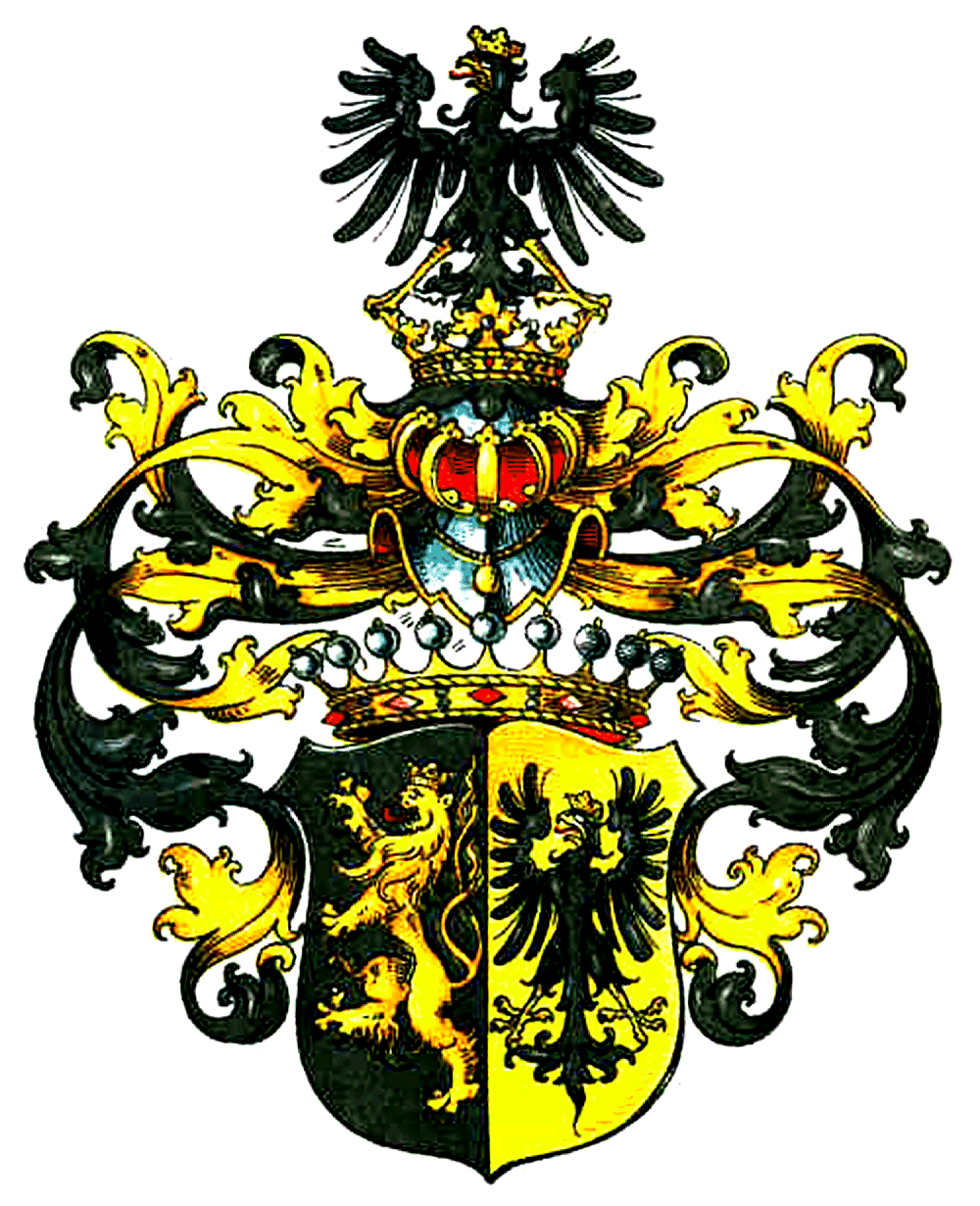
Wappen der Linie Saurma-Jeltsch

Die Grafen von Saurma, Freiherren von und zu der Jeltsch sind eine schlesische Adelsfamilie. Andere Schreibweisen waren Sauerma und Sauermann.

## Geschichte
Das Geschlecht stammt ursprünglich aus Gefrees in Oberfranken bei Berneck und beginnt seine Stammreihe 1420 mit Conrad Sauermann. 1508 erwarb der Breslauer Schöffe, Ratsherr, Kaufmann und Patrizier Konrad Sauermann die Herrschaft Jeltsch. Er ließ 1518 die dortige Burg auf einer Oderinsel wiederauf- und umbauen. Am 29. August 1530 wurde er mit einer Wappenbesserung in den Adelsstand erhoben und seine Nachkommen 1647 in den Reichsfreiherrnstand (als Saurma von und zu der Jeltsch).
1798 wurde die ältere katholische Linie (auf Jeltsch-Laskowitz) in den preußischen Grafenstand erhoben, unter Beibehaltung des Reichsfreiherrntitels, als Grafen von Saurma, Freiherren von und zu der Jeltsch. Die jüngere katholische Lorzendorfer Linie wurde 1840 in den preußischen Grafenstand in der Primogenitur erhoben, die übrigen Linienangehörigen führten den Freiherrentitel Saurma von der Jeltsch; gleichzeitig wurde auch die evangelische Ruppersdorfer Linie in den primogenen Grafenstand erhoben, sie schrieb sich teilweise Sauerma.
Die Familie stellte zahlreiche schlesische Rittergutsbesitzer sowie preußische Beamte und Politiker.

## Besitzungen
Älteste Besitzung der Familie war seit 1508 die Herrschaft Jeltsch im Fürstentum Ohlau, die seit 1569 zusammen mit drei weiteren ehemals bischöflichen Gütern zum Fideikommiss vereint wurde, der 2.200 Hektar umfasste. Im Jahre 1623 zerstörte ein Brand die Burg Jeltsch, dem Wiederaufbau folgten die Wirren des Dreißigjährigen Krieges, durch welche die Anlage erneut verwüstet wurde. Die Familie nahm im benachbarten Laskowitz ihren neuen Sitz, später diente das dortige Schloss der in Breslau lebenden Familie als Jagdsitz. 1829 ließ Gustav Graf von Saurma-Jeltsch nordöstlich des Ortes Laskowitz ein neues Schloss erbauen, das in den Jahren 1886 und 1894 erweitert wurde. Mit dem Jeltscher Fideikommiss waren auch die Güter Zindel (Landkreis Breslau) und Suckau (Kreis Glogau) verbunden.
Einer jüngeren Linie der Familie gehörten die Güter Lorzendorf und Oberstruse bei Neumarkt sowie der Fideikommiss Sterzendorf. Eine weitere Linie besaß das Majorat Ruppersdorf mit Zülzendorf, Kreis Nimptsch (heute Sulisławice, Powiat Ząbkowicki). Um 1900 war auch die Burg Nimmersath im Besitz der Saurma.
Durch die Flucht und Vertreibung Deutscher aus Schlesien und die damit einhergehenden Enteignungen verlor die Familie 1945 ihren schlesischen Güterbesitz. Durch Heirat ist heute das Schloss Plausdorf in Hessen im Familienbesitz.

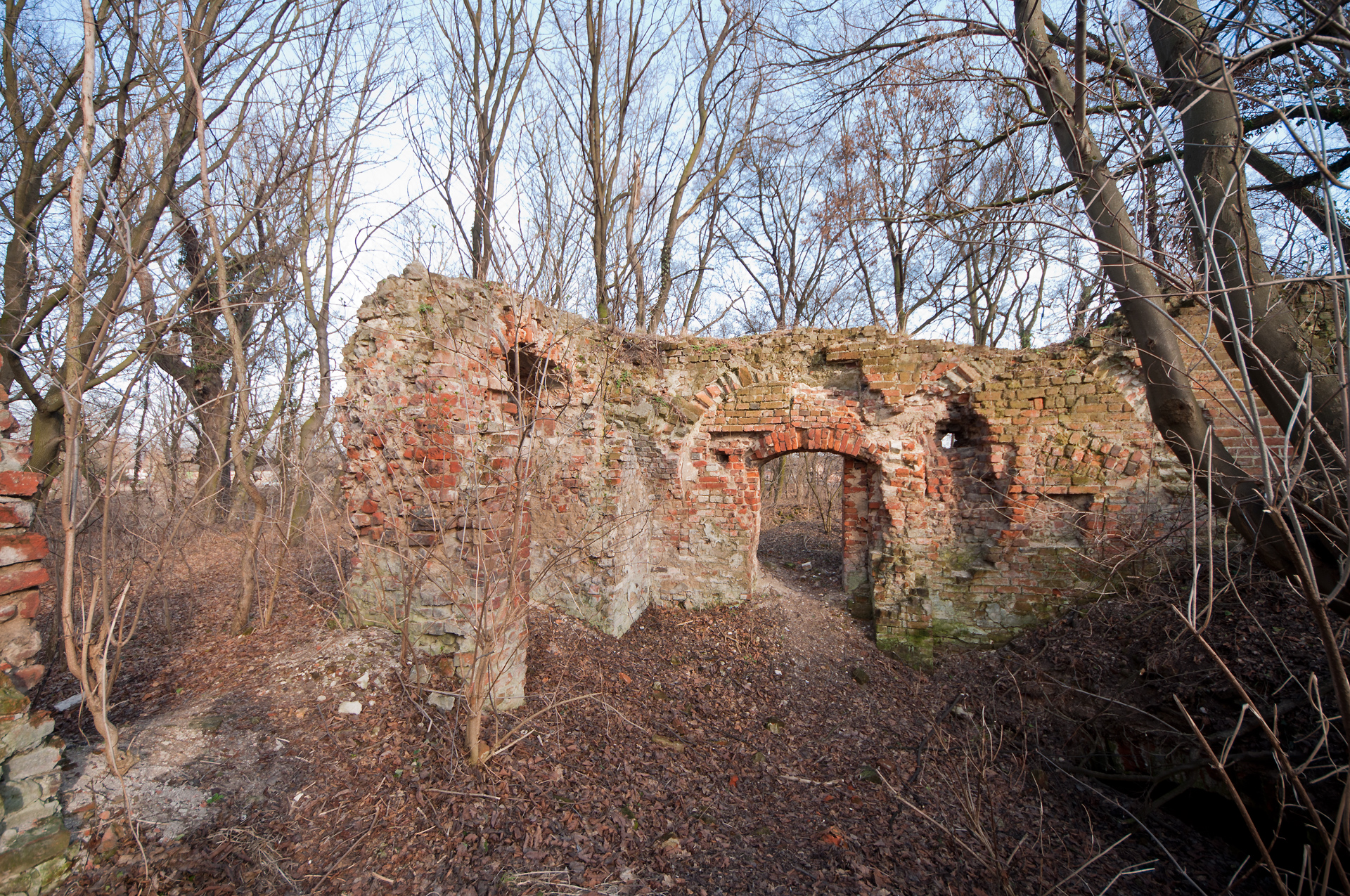
Ruine der Burg Jeltsch
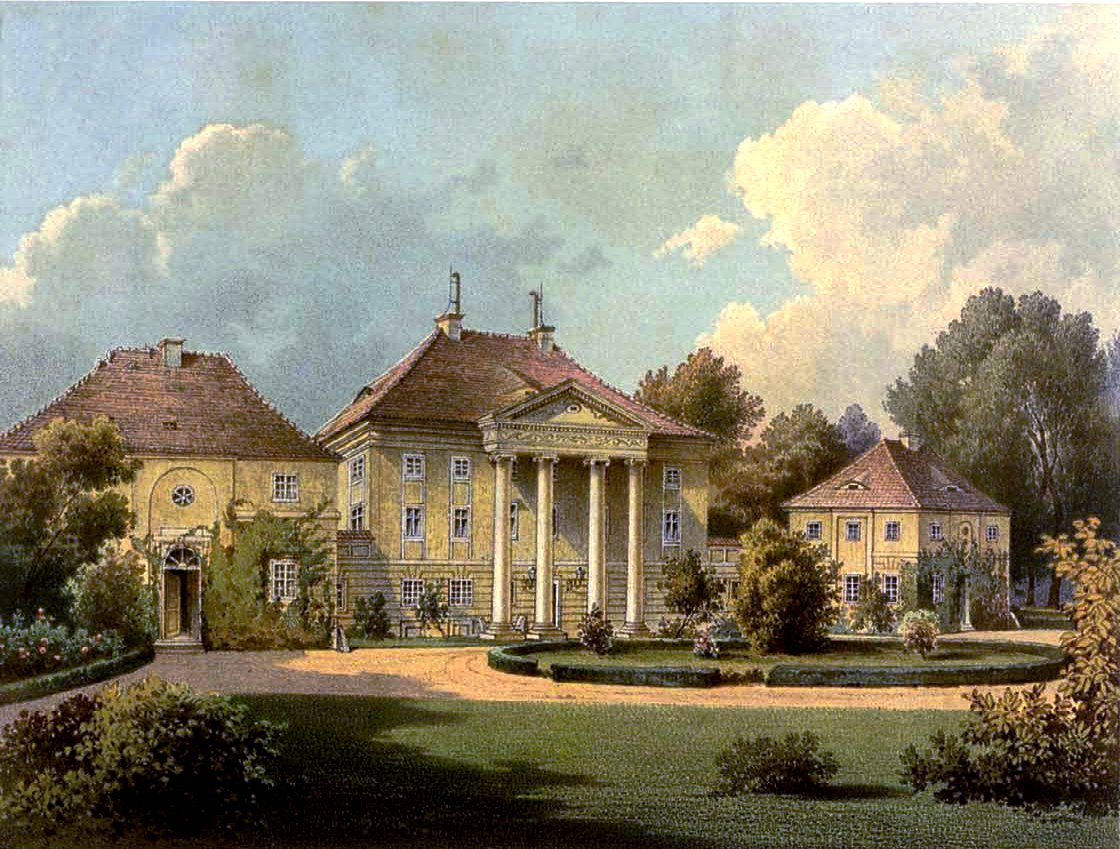
Altes Schloss Laskowitz
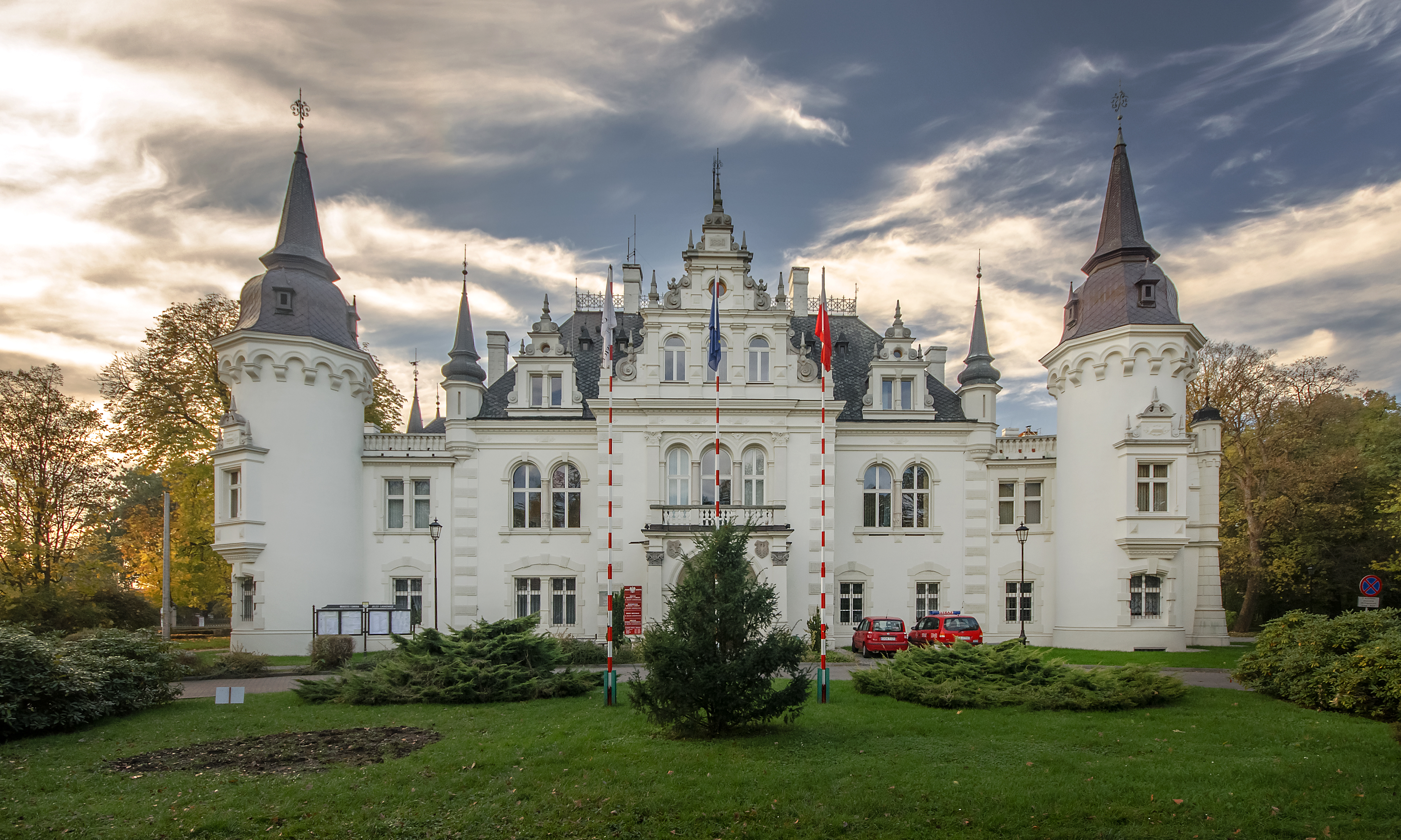
Neues Schloss Laskowitz
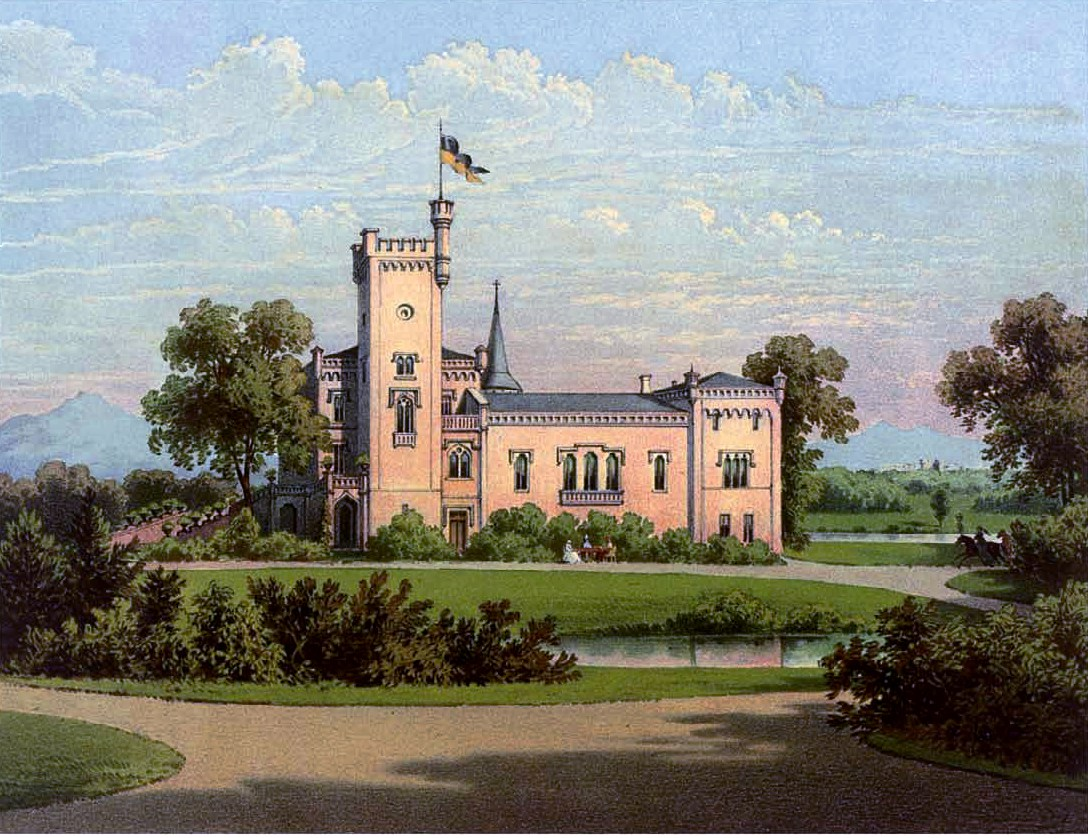
Schloss Lorzendorf
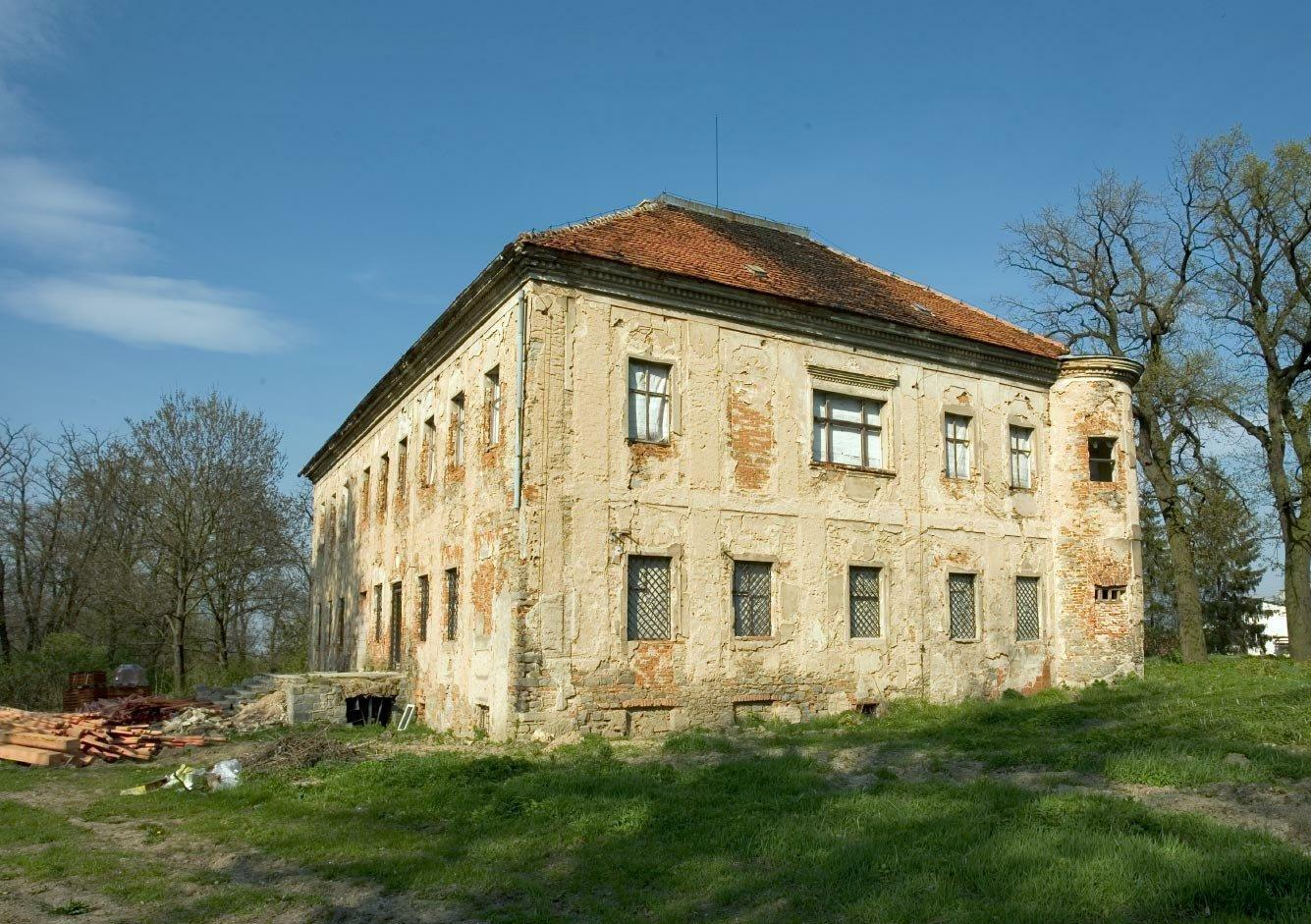
Schloss Ruppersdorf
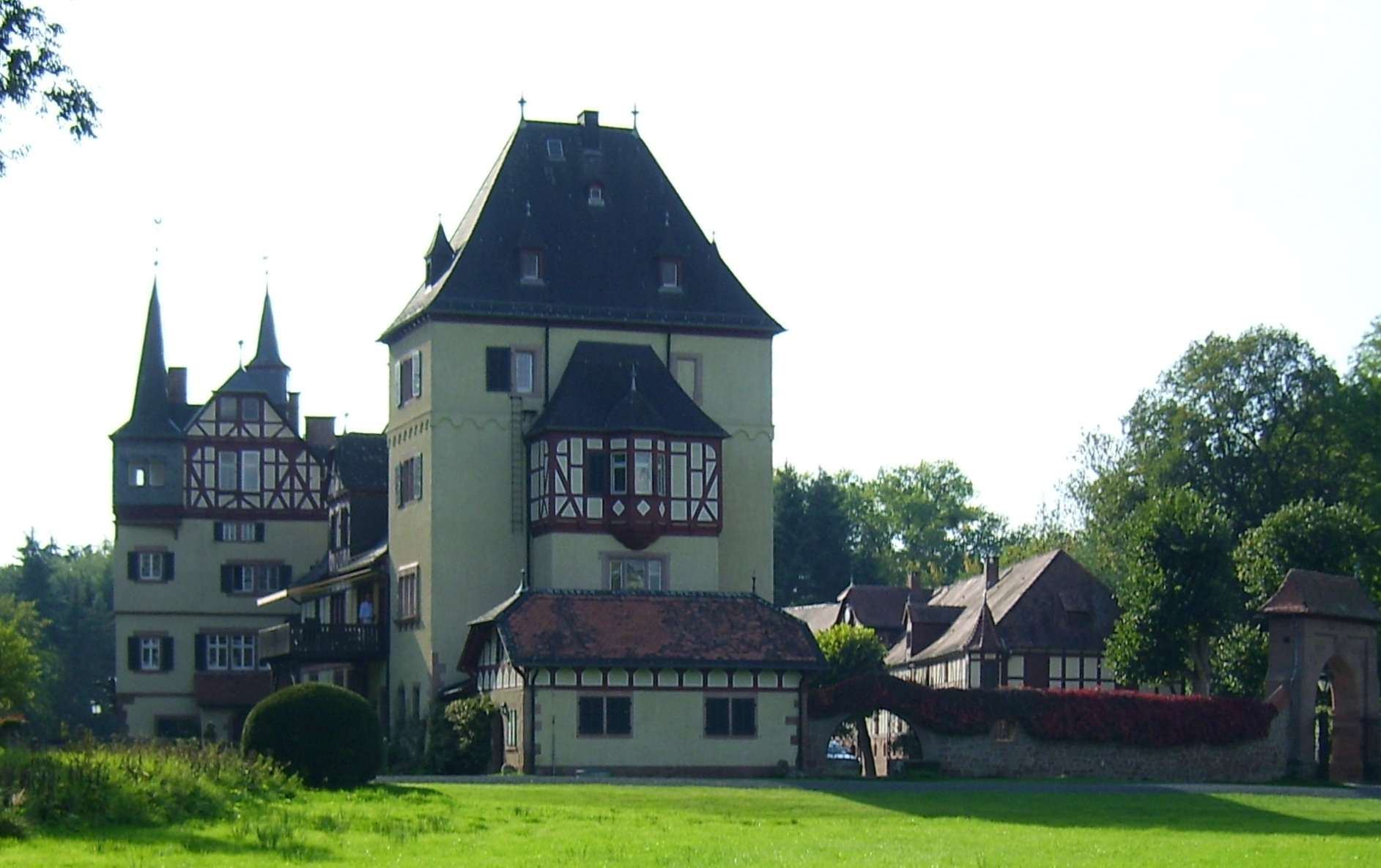
Schloss Plausdorf
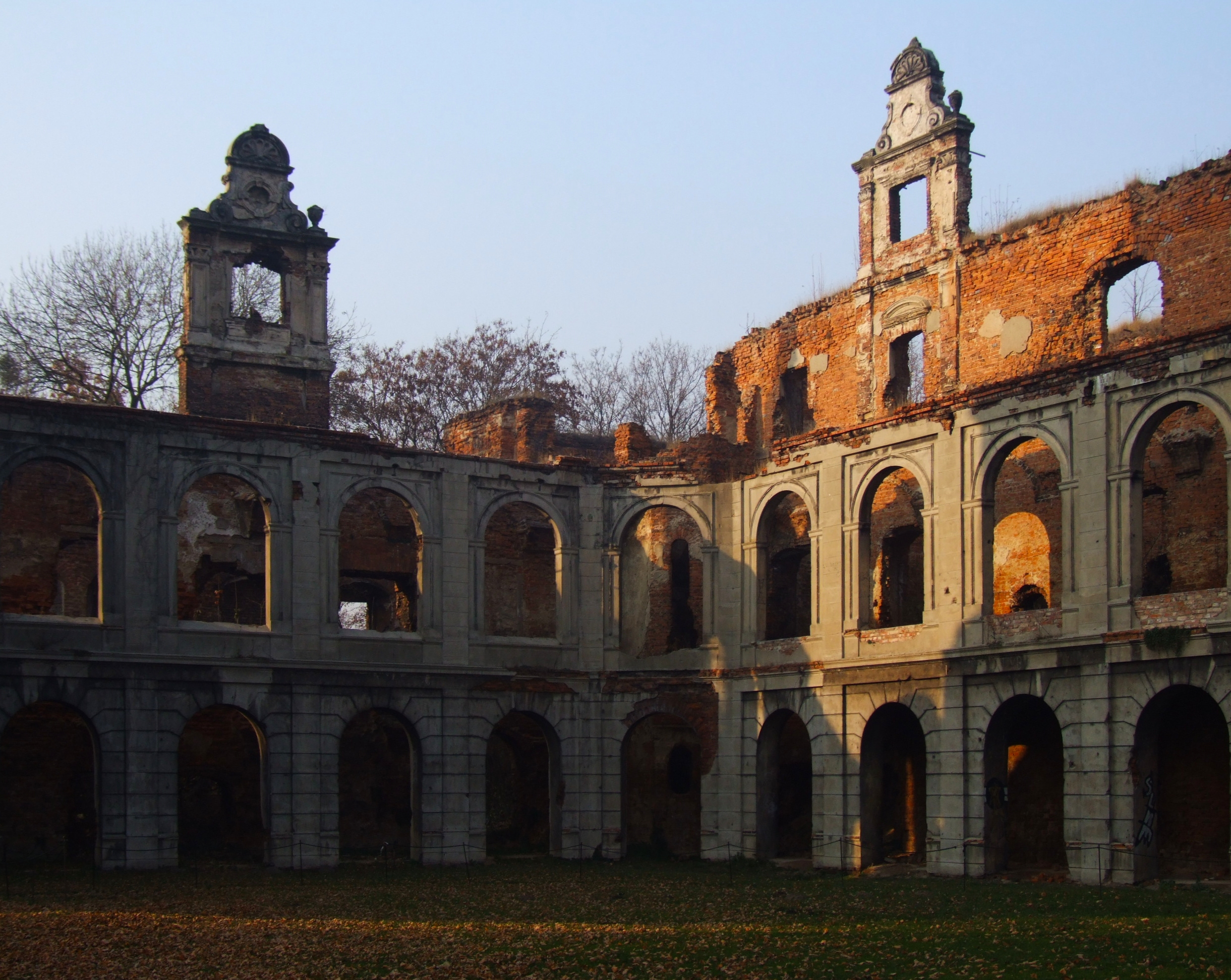
Ruine des Schloss Tworkau

## Wappen

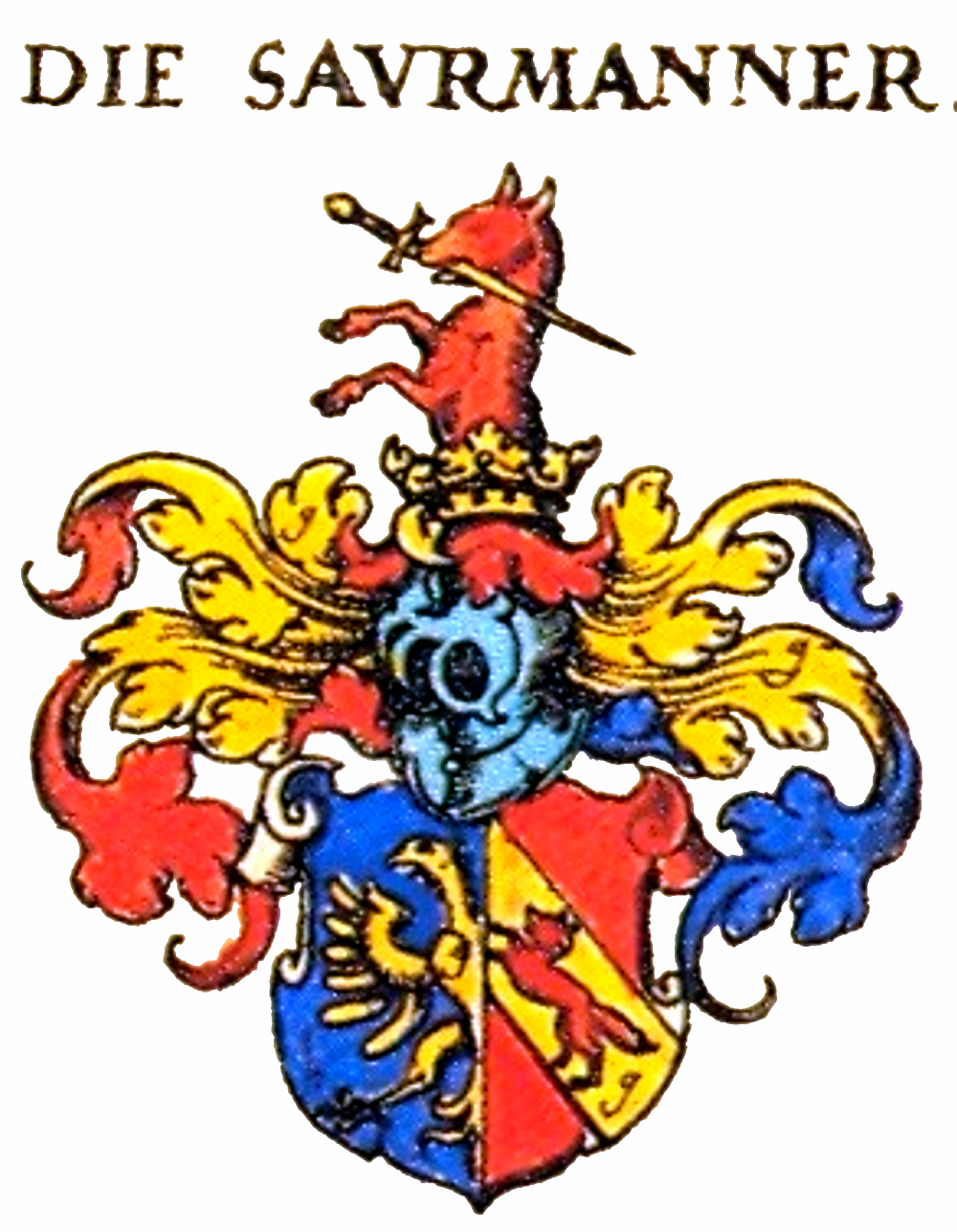
Wappen in Siebmachers Wappenbuch von 1605

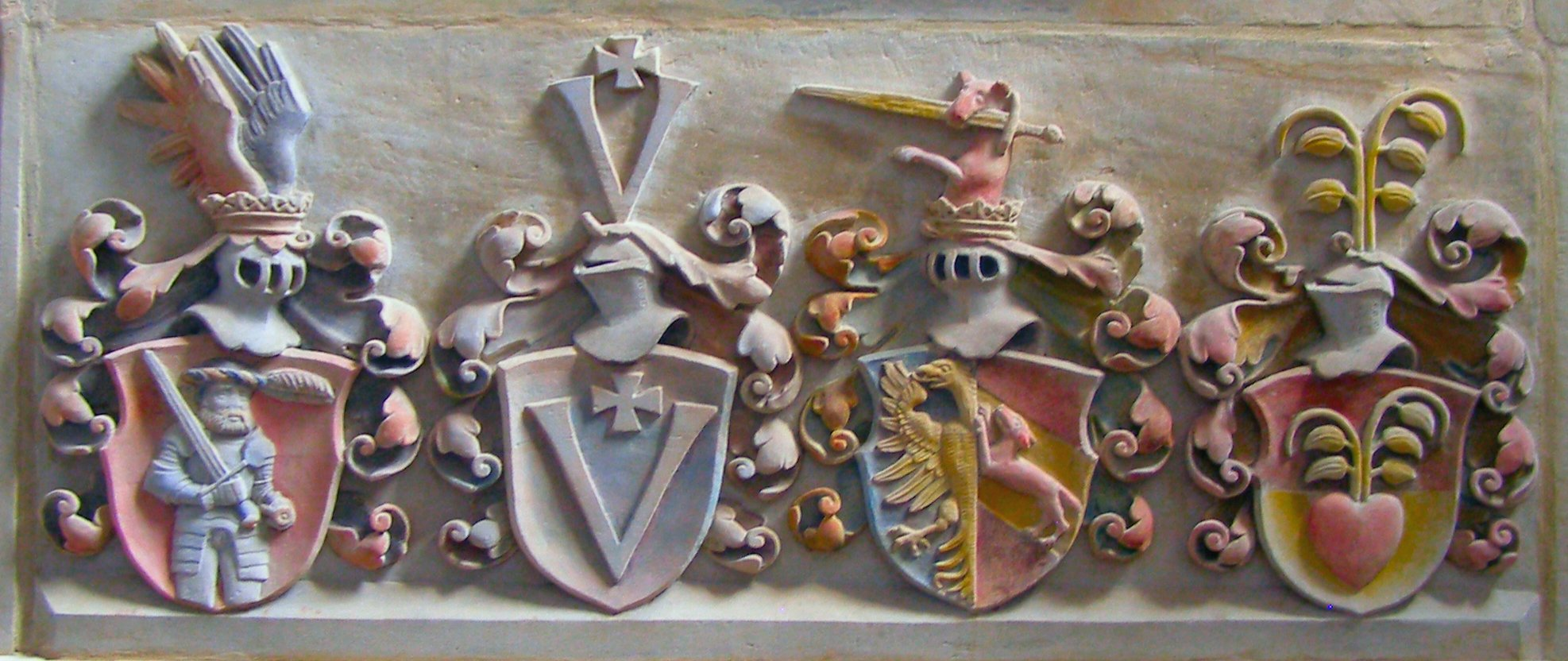
Wappen am 1545 angefertigten Epitaph für Nikolaus Uthmann (1475–1550), seine drei Ehefrauen und seine Kinder: (von links) 1. Uthmann und Schmolz, 3. Sauermann auf Jeltsch

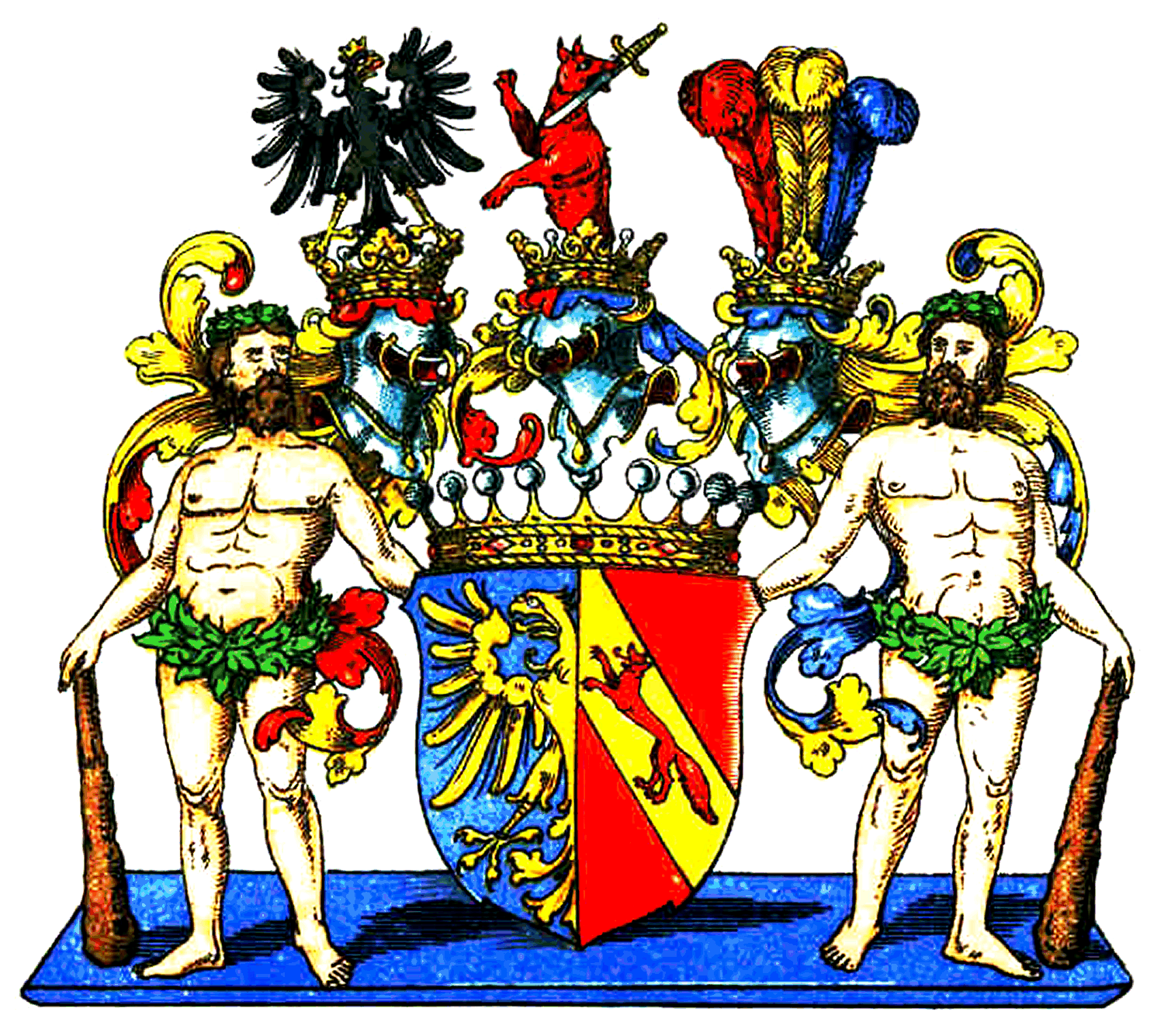
Wappen der Grafen von Saurma-Ruppersdorf

- Das Stammwappen zeigt in Blau einen goldenen Schrägrechtsbalken, darin einen laufenden roten Wolf. Auf dem Helm mit rot-goldenen Helmdecken der Wolf wachsend mit blankem Schwert im Fang.[1]
- Das Wappen von 1530 (Linie Jeltsch) ist beidseits in Blau gespalten, rechts ein halber silberner Adler am Spalt, links das Stammwappen. Die Helmzier wie bei dem Stammhelm.
- Das Wappen von 1600 (Linien Jeltsch, Lorzendorf und Zülzendorf) zeigt in gespaltenem Schild rechts in Schwarz einen gold gekrönten goldenen Löwen, links in Gold einen schwarzen bekrönten Adler. Auf dem Helm mit schwarz-goldenen Decken der Adler.
- Das Wappen von 1846 (Linie Ruppersdorf und Zülzendorf) zeigt in gespaltenem Schild rechts in Blau einen halben goldenen Adler am Spalt, links in Rot in goldenem Schrägrechtsbalken einen laufenden natürlichen Fuchs. Drei Helme: Auf dem rechten mit rot-goldenen Decken ein gold gekrönter und -bewehrter schwarzer Adler, auf dem mittleren mit rechts rot-goldenen und rechts blau-goldenen Decken der Fuchs wachsend mit gold-begrifftem blanken Schwert im Fang, auf dem linken mit blau-goldenen Decken drei (rot-gold-blau) Straußenfedern. Schildhalter: zwei vorwärts-sehende, um Haupt und Lenden grün bekränzte wilde Männer, sich mit der freien Hand auf je eine Keule stützend.[2]

## Bekannte Familienmitglieder
- Anton Saurma von der Jeltsch (1836–1900), deutscher Diplomat
- Anton Johannes von Saurma-Jeltsch (1832–1891), schlesischer Rittergutsbesitzer und preußischer Hofbeamter
- Arthur von Saurma-Jeltsch (1831–1878), Gutsbesitzer und Reichstagsabgeordneter
- Douglas Graf von Saurma-Jeltsch (* 1966), Betriebswirt, Botschafter des Souveränen Malteserordens in Litauen
- Friedrich von Saurma (1908–1961), deutsch-amerikanischer Raumfahrtingenieur
- Gustav von Saurma-Jeltsch (1824–1885), Herrschaftsbesitzer und Mitglied des Deutschen Reichstags
- Hugo Freiherr von Saurma-Jeltsch (1837–1896), deutscher Numismatiker, Sphragistiker und Heraldiker[3]
- Hippolyt Friedrich von Saurma (1841–1919), preußischer Generalleutnant, auf Ruppersdorf
- Johann Georg von Saurma-Jeltsch (1842–1910), Fideikommissbesitzer und Mitglied des Deutschen Reichstags
- Johannes von Saurma (1851–1916), schlesischer Gutsbesitzer und Politiker
- Lieselotte E. Saurma-Jeltsch (* 1946), Schweizer Kunsthistorikerin und emeritierte Hochschullehrerin
- Max von Saurma (1836–1909), schlesischer Gutsbesitzer und Politiker
- Friedrich Georg von Sauerma, preußischer Oberst und 1888–1892 Kommandeur des Husaren-Regiment „Graf Goetzen“ (2. Schlesisches) Nr. 6
- Rosalie Gräfin Sauerma von Zülzendorf[4]